# مكلارين
مكلارين هي شركة صناعة سيارات بريطانية، تأسست عام 1989 م برؤية فريدة هي تصنيع سيارات للطرق العادية مستوحاة من تقنية الفورميلا 1، تعمل شركة مكلارين بشكل وثيق مع فريق مكلارين لسباقات الفورميلا 1، وشكلت جزءاً هاماً من مجموعة مكلارين البريطانية. يملكها الآن شركة ممتلكات البحرين القابضة ومساهميها.

## مكلارين M81 Mustang
أعلنت شركة فورد عام 1980 عن تأسيس وحدة جديدة تحت اسم وحدة المركبات الخاصة (بالإنجليزية: Special Vehicle Operations) بهدف تصنيع مركبات ذات إنتاج محدود ومقدرات جيدة تكسب فورد اسماً مميزاً في عالم رياضة سباق السيارات، شكلت هذه الوحدة تعاوناً مميزا بين تصميم فورد وأداء وخبرات مجموعة مكلارين، أنتجت الشركة سيارة مكلارين M81 Mustang في نهاية عام 1980، كانت السيارة من تصميم تود غيرستين بيرغر وهاري وايكس، تم إنتاج 250 سيارة من هذا الطراز وبيعت الواحدة بسعر 000’25 دولار أمريكي

## مكلارين F1

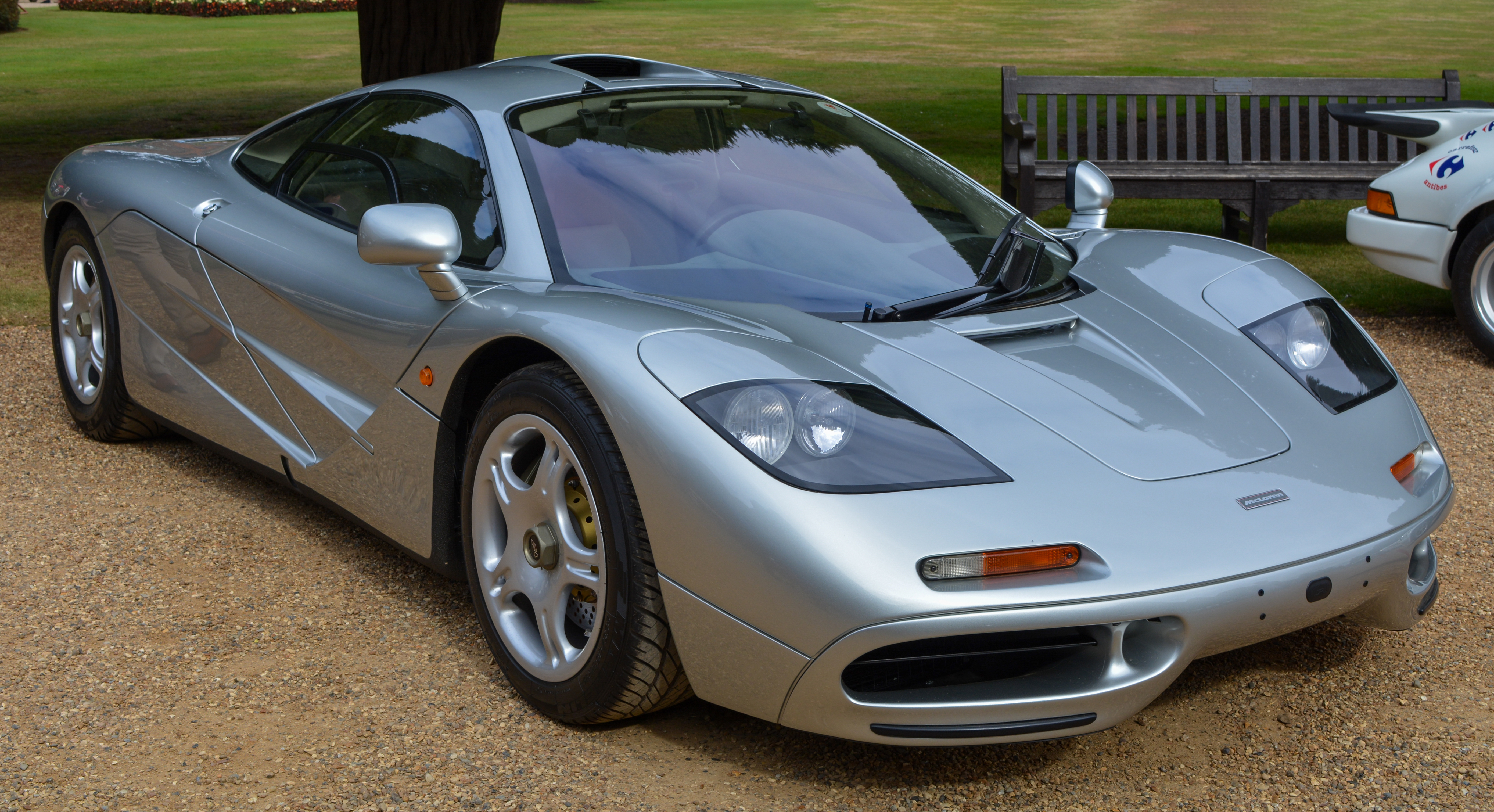
صورة لسيارة مكلارين F1

كانت سيارة مكلارين F1 أول سيارة رياضية للطرق العادية تنتجها مكلارين وقد صنفت ضمن فئة supercar، بلغ سعر الواحدة 000’640 جنيه استرليني (ما يعادل 000’150’1 دولار أمريكي)، كانت السيارة من فئة الكوبيه الرياضية ببابين و 3 مقاعد من تصميم غوردون موراي ؛ الذي اشتهر بتصميم سيارات الفورميلا 1، وضع مقعد السائق في منتصف الصف الأمامي وخلفه مقعدان للركاب، وزودت المركبة بمحرك ذو سعة 6064 سنتيمتر مكعب (6 لتر) ذو 12 اسطوانة ينتج مقدرة تعادل 627 حصان بخاري من تصميم وتصنيع شركة بي إم دبليو.
بدأ إنتاج سيارة مكلارين F1 عام 1992 وتم إنتاج الموديل LM في عام 1995 وGT موديل في عام 1997. موديل GTR انتج بين 1995 و1997. انتج آخر موديل من مكلارين F1 في أيار 1998، وبلغ عدد السيارات المنتجة 100 سيارة توزعت على مختلف الموديلات فأنتج 64 من موديل F1 و 5 LMو 3 من نوع GT و 9 من GTR9 و 9 من GTR96 و 10 من GTR97.
أثبتت سيارة المكلارين F1 GTR كفاءة عمل عالية في سباقات GT عام 1995 وحققت فوزاً ساحقاً في سباق ليمان 24 ساعة (أحد أقدم وأصعب سباقات التحمل للسيارات الرياضية)، اشتركت شركة مكلارين ب5 سيارات في السباق وحققت المراكز الأول والثالث والرابع ووالخامس والثالث عشر بالرغم من كونها المرة الأولى التي تشترك فيها هذه السيارة بالسباق، مما منح المكلارين F1 لقب أسرع سيارة إنتاج في ذلك الوقت بالإضافة إلى كونها أكثر سيارات التحمل تألقاً وجمالاً، حققت سيارة المكلارين F1 سرعة قصوى بلغت 241.35 ميل/ساعة (391 كيلومتر/ساعة) واستطاعت تحقيق تسارع من 0 إلى 100 متر خلال 3,2 ثانية.

## مكلارين مرسيدس MP4/98T
تم إطلاقها في أستراليا عام 1998 خلال موسم السباق الكبير "Grand Prix" وكانت مكلارين مرسيدس MP4/98T أول سيارة سباق في العالم تحتوي محركين مترادفين (محركين موضوعين أحدهما أمام الآخر)، كانت أيضاً من تصميم غوردون موراي وحاول دمج الاناقة مع مقدرة سيارات الفورميلا 1 واحتوت السيارة على مقعد لمرافق السائق وضع في الخلف، صنع هيكل السيارة من ألياف الكربون واحتوت السيارة على علبة غيارات (ناقل حركة) ذات ست سرعات شبه أوتوماتيكية من تصميم وإنتاج مجموعة مكلارين ومحرك Ilmor FO110G 3.0 litre V10 من إنتاج مرسيدس سعته 3 لترات ومكون من 10 اسطوانات.

## مرسيدس بنز SLR مكلارين

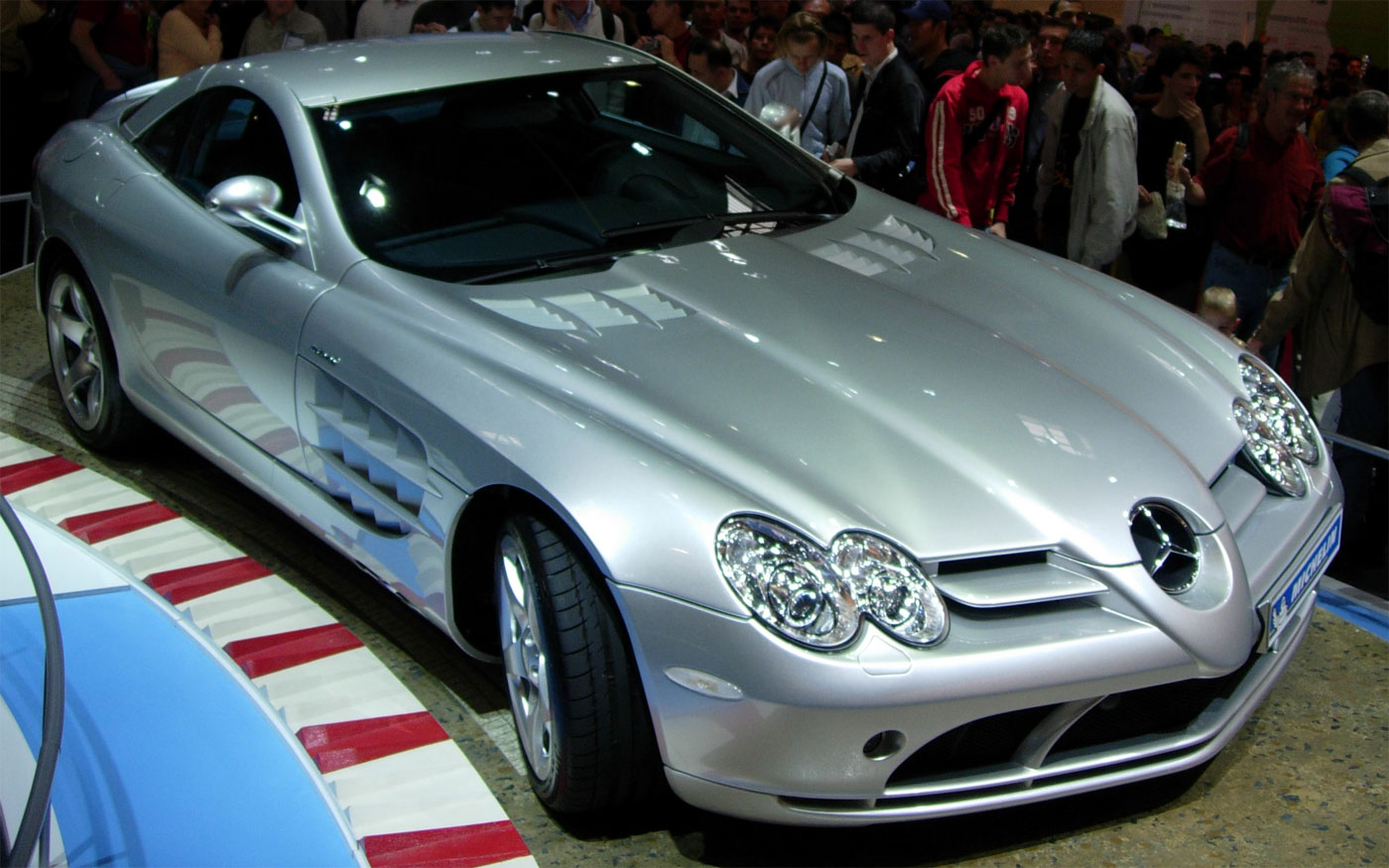
صورة لسيارة مرسيدس بنز SLR مكلارين مأخوذة في معرض باريس للسيارات عام 2004

في عام 1999 وافقت شركة مكلارين على تصميم وإنتاج مرسيديس بنز إس إل آر مكلارين بالتعاون مع دايملر كرايسلر والتي هي صاحبة أكبر حصة في شركة مكلارين، تم إنتاج السيارة في واحد من أكثر المعامل تميزاً في العالم وهو مركز مكلارين للتكنولوجيا.
زودت السيارة بمحرك ذو سعة 5,5 لتر له 8 اسطوانات وينتج مقدرة تساوي 626 حصان بخاري، سرعة السيارة القصوى بلغت 334 كيلومتر/ساعة وتستطيع السيارة التسارع من 0 إلى 100 كيلومتر خلال 3,8 ثواني ومن 0 إلى 160 متر خلال 5,3 ثانية.
عام 2006 تم تطوير الموديل إس إل آر 722 بقدرة تصل إلى 650 حصان بخاري بلغت سرعتها القصوى 340 كلم/ساعة، وعام 2007 تم إنتاج مرسيدس بنز SLR مكلارين ذات سقف قابل للكشف. (مع العلم ان ميرسيدس اس ال ار تعتبر اسرع سيارة تجارية في شركة ميرسيدس بنز)

## مكلارين إم بي 4 - 12 سي
- السيارة الأولى من الشركة الجديدة، (مكلارين إم بي 4 – 12 سي) هي عبارة عن طراز عالي الأداء بمقعدين ومحرّك متوسّط يقع في قلب فئة السيارات الرياضية التي يتراوح سعرها بين 125,000 باوند و175,000 باوند. (12 سي) سيّارة (مكلارين) أصيلة، ولا تحتوي على أي قطع أخرى منقولة من أي نوع آخر من السيّارات، وتنتجها شركة (مكلارين) في المملكة المتحدة. وطرحت للبيع في شبكة من الوكلاء والموزّعين في أنحاء العالم في مطلع عام 2011.
- تتمتّع (12 سي) بمحرك (V8) خاص بـ(مكلارين) من نوع (إم 838 تي) بسعة 3.8 لتر مزود بشاحن توربيني مزدوج ويولّد قوّة 600 حصان، تنتقل إلى العجلات عبر ناقل تروس «متواصل» بسبعة سرعات وبقابض مزدوج (إس إس جي). لا تهدف السيارة إلى الارتقاء بمعايير القوة والأداء في فئتها فقط، وإنما تُعدّ أيضاً الرائدة في الاقتصادية في استهلاك الوقود وفي تخفيض الانبعاثات، تدعمها خبرة (مكلارين) في الديناميكية الهوائية الفعالة التي تساعد على وزيادة تماسك العجلات على الطريق وتوفّر تحكماً أفضل، مما يسمح للسيارة أن تصل إلى سرعة 100 كم/س في 3.3 ثانية وبعدها إلى سرعة قصوى تبلغ 330 كم/س.

## روابط مفيدة
- الموقع الرسمي لشركة مكلارين نسخة محفوظة 19 يناير 2012 على موقع واي باك مشين.
- معلومات عن طراز إم بي 4 - 12 سي